# خانم وزیر (مجموعه تلویزیونی)
خانم وزیر نام مجموعه تلویزیونیی داستانی-سیاسی است که از دسامبر ۲۰۱۴ از شبکه سی بی اس ایالات متحده پخش شد. مورگان فریمن تولیدکننده این مجموعه تلویزیونی است. این مجموعه تلویزیونی داستانی، زندگی شخصی و سیاسی خانم وزیر امور خارجه آمریکا می‌باشد. قسمت ۱۵ و ۱۶ از فصل اول این مجموعه بر اساس تحولاتی داستانی مرتبط با ایران می‌باشد که در نهایت سفر خانم وزیر به ایران و کمک او به دولت ایران در شناسایی توطئه کودتا باعث بهبود روابط دو کشور ایران و آمریکا می‌شود.

## بازیگران اصلی
- تیا لئونی
- تیم دالی
- بی‌بی نیوورتس
- سباستین ارسلوس
- پتینا میلر